# Кјети (округ)
Округ Кјети (итал. Provincia di Chieti) је округ у оквиру покрајине Абруцо у средишњој Италији. Седиште округа покрајине и највеће градско насеље је истоимени град Кјети.
Површина округа је 2.588 км², а број становника 396.712 (2008. године).

## Природне одлике
Округ Кјети чини југоисточни део историјске области Абруцо. Он се налази у средишњем делу државе, са изласком на Јадранско море на истоку. На западу се налази средишњи део планинског ланца Апенина. Између њих налази се бреговито подручје познато по виноградарству и производњи вина.

## Становништво
По последњим проценама из 2008. године у округу Кјети живи близу 400.000 становника. Густина насељености је велика, преко 150 ст/км². Источна, приморска половина округа је знатно боље насељена, нарочито око града Кјетија. Западни, планински део је ређе насељен и слабије развијен.
Поред претежног италијанског становништва у округу живе и известан број досељеника из свих делова света.

## Општине и насеља
У округу Кјети постоји 104 општине (итал. Comuni).
Најважније градско насеље и седиште округа је град Кјети (55.000 ст.) у северном делу округа. Други по величини је град Васто (39.000 ст.) у источном делу округа.